# Aniplex
Aniplex Inc. (яп. 株式会社アニプレックス, Sony Pictures Entertainment (SPE) Visual Works Inc., Sony Music Entertainment (SME) Visual Works Inc.) — японська аніме-студія, яка належить Sony Music Entertainment та створена у вересні 1995 року. Aniplex брала участь у виробництві таких аніме, як Fullmetal Alchemist, Blood: The Last Vampire та Rurouni Kenshin. Крім того, Aniplex створює та поширює музику і саундтреки, у тому числі оригінальні саундтреки для всіх відео ігор, випущених Sony Computer Entertainment.

## Історія
Компанія була заснована у вересні 1995 року як дочірнє підприємство Sony Pictures Entertainment Japan під назвою SPE Music Publishing, а в січні 1997 року отримала капіталовкладення від Sony Music Entertainment Japan і перейменувалась у SPE Visual Works.
У січні 1998 року, після того, як компанія стала спільним підприємством SPEJ і SMEJ, вона отримала в управління колекцію відеопродукції Sony Music Group, за винятком музичних кліпів артистів SMEJ.
1 січня 2001 року компанія стала дочірнім підприємством Sony Music Entertainment Japan та змінила назву на SME Visual Works. 1 квітня 2003 року компанія провела ребрендинг, у результаті отримала свою сучасну назву Aniplex, яка утворена від виразу «комплекс прав ведення бізнесу, пов'язаного з анімацією».
У 2004 році компанія Aniplex спільно з відомим композитором Коїті Сугіямою, найбільш відомим завдяки написанню музики до серії ігор Dragon Quest, запустила лейбл Sugi Label для випуску своїх робіт. У 2009 році лейбл було продано компанії King Records.
У березні 2005 року Aniplex започаткувала дочірню компанію Aniplex of America, розташовану в Санта-Моніці, Каліфорнія, з метою розширити закордонний бізнес з ліцензування та дистрибуції в англомовних регіонах, а також на ринках Північної та Південної Америки. Пізніше, 9 травня цього року компанія заснувала A-1 Pictures, повністю що належить їй анімаційну студию. Спочатку створена лише контролю за виробництвом кількох сімейних серіалів Aniplex, студія згодом перетворилася на повноцінну компанію, що у виробництві широкого кола проєктів.
20 березня 2015 року Aniplex та німецький дистриб'ютор аніме Peppermint Enterprises оголосили про створення Peppermint Anime GmbH, спільного підприємства, яке успадкувало діяльність Peppermint у сфері аніме. Метою спільного підприємства є розвиток та зміцнення японського анімаційного бізнесу в німецькомовних країнах. Ця подія є частиною зусиль Aniplex щодо розширення своєї закордонної присутності і знаменує собою початок європейської експансії.
У квітні 2015 року Aniplex оголосила про інвестиції у Wakanim, французького стрімінгового сервісу аніме, ставши його найбільшим акціонером. Компанії прагнуть розширити доступність платформи за межами франкомовних країн та надати правовласникам японського контенту безліч послуг для подальшого розвитку та розширення європейського ринку аніме.
6 січня 2017 року Sony Music Entertainment Japan оголосила про запуск нового лейблу SACRA MUSIC, що спеціалізується на анісон-музиці, наміченому на 1 квітня 2017 року. Початковий склад лейбла включає 14 відомих виконавців, що перейшли з інших лейблів Sony Music Group, включаючи пов'язаних з Aniplex артистів LiSA, Кану Ханадзаву і TrySail. У рамках співпраці з Aniplex лейбл SACRA MUSIC має намір зміцнити свої позиції за кордоном та просувати діяльність своїх артистів на світовому рівні. Це включає участь у заходах та проведення закордонних концертів, що має сприяти розширенню їх міжнародного впливу та популярності.
4 вересня 2017 року компанія Aniplex оголосила про укладення фінансового та ділового союзу з компанією Revolve, що займається плануванням, розробкою та виробництвом фігурок, ставши її найбільшим акціонером. Завдяки цим інвестиціям Aniplex має намір зміцнити зв'язки з Revolve та розширити сферу мерчандайзингу. Зміцнюючи співробітництво між своїм відділом планування продукції та на Revolve, компанія планує розширити модельний ряд фігурок і прискорити процес переходу від планування до виробництва та комерційної реалізації.
17 лютого 2018 року співзасновник і генеральний директор Madman Тім Андерсон підтвердив, що 15 листопада 2017 року Aniplex придбала малу частку в Madman Anime Group за нерозкриту суму та отримала нові акції. 6 лютого 2019 року Aniplex придбала Madman Anime Group за 35 мільйонів австралійських доларів, перетворивши австралійську компанію на свою повноцінну дочірню компанію.
28 березня 2018 року Aniplex оголосила про укладання ділового та фінансового альянсу з компанією Live2D, розробником популярного однойменного програмного забезпечення, придбавши контрольний пакет акцій компанії. Програма Live 2D, яка динамічно переміщає картинки, намальовані у 2D, широко використовується в різних додатках, таких як мобільні ігри та ві-тубінг. Після інвестування обидві компанії мають намір співпрацювати у створенні повнометражних анімаційних фільмів із використанням технології Live2D.
2 квітня 2018 року компанія A-1 Pictures оголосила про перейменування студії в Коендзі в CloverWorks, надавши їй унікального фірмового стилю, що відрізняється від студії в Асагая. 1 жовтня 2018 року CloverWorks відокремилася від A-1 Pictures в окрему самостійну компанію, що стала прямою дочірньою компанією Aniplex. Продюсер Aniplex Акіра Сімідзу був призначений президентом та представницьким директором, а Юіті Фукусіма - корпоративним директором.
1 листопада 2018 року компанія Aniplex оголосила про те, що 1 жовтня вона створила дочірню компанію Rialto Entertainment, яка відповідає за незалежне відеовиробництво та управління ліцензіями. Заступника президента Aniplex Тадаші Ішибаші було призначено представницьким директором та головою ради директорів компанії, а ветеран продюсерської діяльності Ейті Камагата — президентом. До призначення на нову посаду в Rialto він обіймав посаду президента та представницького директора Lucent Pictures Entertainment.
19 квітня 2019 року компанія Aniplex оголосила про створення китайської дочірньої компанії Aniplex (Shanghai) для розширення своєї діяльності в Китаї, а початок її роботи заплановано на 7 травня. Крім ліцензування своїх продуктів, компанія має намір відкрити магазин продажу фігурок та інших товарів безпосередньо китайським споживачам, розробляти локальну ІВ, і навіть виробляти й випускати китайську анімацію біля регіону.
24 вересня 2019 року в рамках стратегії Sony зі зміцнення співпраці між дочірніми компаніями та розширення міжнародного бізнесу з поширення аніме, LLC., Нове спільне підприємство на чолі з генеральним директором Funimation Коліном Декер. Aniplex належить 20% акцій у Funimation Global Group.
26 грудня 2019 року компанія Aniplex оголосила про запуск нового бренду візуальних новел під назвою ANIPLEX.EXE. ATRI -My Dear Moments-, розроблена Frontwing спільно з Makura (яп. 枕), та Adabana Odd Tales (яп. 都花異譚 Adabana Itan), розроблена Liar-soft, стали першими двома представленими іграми бренду. Обидві гри містять англійську, японську, спрощену китайську та традиційну китайську мови. Ігри були випущені 19 червня 2020 для PC в магазині Steam по всьому світу і в магазині DMM Games в Японії. Протягом року їх сумарні продажі перевищили 100 000 копій.
1 квітня 2020 року Aniplex заснувала компанію Boundary, що займається виробництвом 3DCG-анімації. Президент CloverWorks Акіра Сімідзу був призначений президентом та представницьким директором студії. З моменту заснування Boundary займалася переважно створенням комп'ютерної графіки для проєктів CloverWorks.
1 лютого 2021 року Aniplex оголосила про співпрацю з f4samurai, розробником Magia Record: Puella Magi Madoka Magica Side Story та Disney Twisted-Wonderland, яка дозволить Aniplex зміцнити відносини зі студією та продовжити зміцнення та розширення свого ігрового бізнесу.
15 грудня 2021 року Aniplex оголосила про укладення угоди про передачу акцій на придбання підрозділу розробки ігор Delightworks за нерозкриту суму. 28 грудня 2021 року у результаті корпоративного поділу було створено нову компанію Lasengle, яка успадкувала ігровий бізнес Delightworks, включаючи команду розробників Fate/Grand Order. 1 лютого 2022 року Aniplex завершила угоду щодо придбання компанії відповідно до угоди про передачу акцій. Йосинорі Воно, який раніше обіймав посаду президента і головного виконавчого директора Delightworks, був призначений президентом і представницьким директором Lasengle. Генеральний директор Aniplex, Ацухіро Івакамі, стане головою ради директорів предприятия. Йосуке Шиокава, креативний продюсер Fate/Grand Order, залишив Delightworks і Lasengle наприкінці січня 2022 року, заснувавши свою студію Fahrenheit 213 для роботи над новою оригінальною франшизою.
30 травня 2022 року Aniplex, її дочірня компанія CloverWorks, Wit Studio та Shueisha оголосили про створення компанії JOEN, нового спільного підприємства, що займається плануванням та виробництвом анімаційних робіт, включаючи телесеріали, повнометражні фільми та короткометражні кліпи. Корпоративний директор CloverWorks Юічі Фукусіма та директор WIT Studio Тецуя Накатаке, продюсери широко відомої адаптації «Spy × Family», спільної роботи їх студій, були призначені представницькими директорами JOEN. JOEN прагне створити нову творчу структуру, яка приділятиме першочергову увагу співробітникам під час виробництва, зберігаючи при цьому високу якість роботи, а також забезпечуючи більш якісний та адекватний поділ прибутку із творцями. Компанія планує співпрацювати з різними студіями, продюсерами та авторами, щоб розкрити чарівність кожного проєкту замість того, щоб працювати виключно з CloverWorks та WIT.
10 лютого 2023 року Aniplex оголосила, що з 1 квітня її дочірня компанія Revolve називатиметься Claynel. Через війну ребрендингу фірма збирається вийти поза рамки планування і виробництва фігурок і зайнятися продажами та поширенням своєї лінійки товарів.
31 травня 2023 року Aniplex оголосила про придбання японської компанії Origamix Partners, яка займається роботою з талантами, за нерозкриту суму, а 1 червня перейменувала її на Myragion Studio. Компанія планує розширити сферу своєї діяльності з допомогою спільної розробки та виробництва ігрових кінопроєктів зі своїми творцями для світової аудиторії, поруч з наявним бізнесом з управління кінорежисерами та сценаристами, і навіть з розробки інтелектуальної власності. Крім цього, Myragion оголосила про стратегічне партнерство з південнокорейською продюсерською компанією Imaginus, заснованою Джіні Чоєм, колишнім генеральним директором Studio Dragon. Чой виступатиме як виконавчий консультант студії Myriagon з метою створення потужної азіатської мережі виробництва преміум-класу.
У 2017-2020 роках прибуток склав 124,8 млрд єн (1,18 млрд доларів).

## Aniplex Online Fest
Компанія Aniplex провела перший Aniplex Online Fest 4-5 липня 2020, на якому були представлені новітні аніме-проєкти, панелі зі співробітниками та акторами, а також музичні виступи. Саллі Амакі з 22/7 (Nanabun no Nijūni) виступила як провідна англійська версія, яка транслювалася по всьому світу на YouTube. Подкаст китайською мовою був доступний на сайті Bilibili.
Після успішного першого заходу, що зібрав понад 800 000 глядачів у всьому світі, Aniplex оголосила про повернення Aniplex Online Fest 3 липня 2021. У програму другого фестивалю увійшли оновлення Demon Slayer: Kimetsu no Yaiba, Sword Art Online the Movie -Aria of a Starless Night та Fate/Grand Order з музичними виступами Aimer, ClariS, LiSA, ReoNa та SawanoHiroyuki. Саллі Амакі повернулася як провідна шоу разом з Максвеллом Пауерсом.
Компанія Aniplex оголосила про повернення Aniplex Online Fest 9 вересня 2023 року. До програми фестивалю увійшли ATRI — My Dear Moments, Black Butler, UniteUp!, Прокачування поодинці, Романтична історія мечника Руруні Кеншина, Mashle: Magic and Muscles, сейю Хікару Акао, Кайто Ісікава, Рейдзі Кавасіма, Томорі Кусунокі, Юрика, Сома Сайто разом із MC&DJ Саллі Амакі, Yoshida, DJ Kazu.

## Аніме
- Alice Academy
- Ayakashi Ayashi
- Bleach
- Blood: The Last Vampire
- Blood+
- Cyborg Kurochan
- City Hunter
- Darker Than Black
- Darling in the FranXX
- D.Gray-man
- Fullmetal Alchemist
- FLAG
- Gallery Fake
- Gakkou no Kaidan
- Ginban Kaleidoscope
- Gintama
- Harukanaru Toki no Naka de
- Honey and Clover
- I'll CKBC
- Idaten Jump
- Jagainu-kun
- Hell Girl
- Jing: King of Bandits
- Kage Kara Mamoru!
- Kamichu
- Kiba
- Kikaider-01 — The Animation — Guitar wo Motta Shonen
- King of Bandit Jing in Seventh Heaven
- Kuroshitsuji
- La Corda D'Oro- Primmo Passo
- La Corda D'Oro- Secondo Passo
- Le Portrait de Petit Cossette
- Mezame No Hakobune
- Mirage of Blaze: Rebels of the River Edge
- Naruto
- Nerima Daikon Brothers
- Otohime Connection
- Paradise Kiss
- Paprika
- Petite Cossette
- R.O.D the TV
- Read or Die
- Roujin Z
- Rurouni Kenshin
- SAO
- Sekirei
- Shijou Saikyou no Deshi Kenichi
- Soul Eater
- Submarine 707R
- Tekkon Kinkreet
- Tengen Toppa Gurren Lagann
- Toward the Terra
- Vampire Knight
- Vampire Knight Guilty
- Yakitate!! Japan
- Yakusoku no Neverland